# 博奕打ち 総長賭博
『博奕打ち 総長賭博』（ばくちうち そうちょうとばく）は、1968年1月14日に東映が製作した山下耕作監督、笠原和夫脚本、鶴田浩二主演の日本映画。95分。三島由紀夫が絶賛した事でも知られる、東映任侠映画の傑作。

## 概要
沢島忠監督『人生劇場 飛車角』（1963年）に始まる東映ヤクザ映画は、以後5年の内に東映のドル箱路線となり多くの作品が矢継ぎ早に量産された。鶴田浩二主演『明治侠客伝 三代目襲名』、高倉健主演『日本侠客伝』シリーズ、北島三郎主演『兄弟仁義』シリーズなどの傑作を放ち、沢島、小沢茂弘、マキノ雅弘、加藤泰、山下耕作ら名監督も辣腕を振るっていた。そんな中で1967年、鶴田を東映に招いたプロデューサー俊藤浩滋の発案により『博奕打ち』シリーズがスタートする。これは鶴田を博奕打ちに据えた連作で、各作品の内容には連続性がないものではあるが、その4作目として制作されたのがこの『博奕打ち 総長賭博』である。

### 博奕打ちシリーズ
1. 博奕打ち （1967年、小沢茂弘監督　小沢茂弘・村尾昭・高田宏治脚本）
2. 博奕打ち 一匹竜 （1967年、小沢茂弘監督、小沢茂弘・高田宏治脚本）
3. 博奕打ち 不死身の勝負 （1967年、小沢茂弘監督、小沢茂弘・高田宏治脚本）
4. 博奕打ち 総長賭博 （1968年、山下耕作監督、笠原和夫脚本）
5. 博奕打ち 殴り込み （1968年、小沢茂弘監督、笠原和夫脚本）
6. いかさま博奕 （1968年、小沢茂弘監督、村尾昭・高田宏治脚本）
7. 必殺博奕打ち （1969年、佐伯清監督、棚田吾郎脚本）
8. 博奕打ち 流れ者 （1970年、山下耕作監督、鳥居元宏・志村正浩脚本）
9. 博奕打ち いのち札 （1971年、山下耕作監督、笠原和夫脚本）
10. 博奕打ち外伝 （1972年、山下耕作監督、野上龍雄脚本）

- 監督は『兄弟仁義』シリーズを手掛けた山下耕作、脚本は『日本侠客伝』シリーズの笠原和夫で、共に博奕打ちシリーズ初登板となった。当時の両名は既にヤクザ映画にマンネリを感じて辟易してしまっており[1]、両名の会談で『兄弟仁義』の逆をやる、というコンセプトが固まった。つまり義理人情の任侠作品ではなくヤクザの内紛を描く葛藤劇である。
- 1968年正月第2週作品として公開され、まずまずの興行成績を収めるが会社サイドの要求水準に達せず、ヤクザの女房が手首を切って自害するシーンなどがあって、正月作品としては入りが伸びなかった[2]。山下と笠原は当時の京都撮影所所長・岡田茂（のち、東映社長）に呼びつけられ「おまえら、ゲージツみたいなもん作ったらいけんどぉ！　客入っとらんど!」なと広島弁でどやされた[3][4][5][6][7]。しかし公開から1年後の1969年、小説家の三島由紀夫が『映画芸術』同年3月号にて批評「『総長賭博』と『飛車角と吉良常』のなかの鶴田浩二」を寄せて流れが変わる[4][8][9]。三島は「これは何の誇張もなしに『名画』だと思った」などと述べ、ギリシア悲劇にも通じる構成と絶賛した（この三島の批評は、現在では『三島由紀夫全集』や『三島由紀夫映画論集成』で読む事が出来る）　当時のヤクザ映画は笠原曰く「本当に傍流のそのまた傍流みたいな路線」であり、批評家は悉くその存在を無視していた。そこに碩学の三島が賛辞を送った事から、ヤクザ映画は初めて芸術面での評価を獲得し、市民権を得ることとなった[5]。なお「シナリオ」同年7月号では、久世光彦もこの作品に批評を寄せている。1971年には「中央公論」で佐藤忠男が、この作品の若山富三郎は全共闘運動にも通じるという評価を与えた。三島は任侠映画のファンで、岡田茂とは任侠映画を通じて深い付き合いがあり[10][11]、よく東映の試写室に来ていて「岡田さん、役者としてオレ出ようか」と出たがっていたが「やめといた方がいいよ」と止めたという[10][11]。
- 同時期に絶賛した作品にアラン・ドロン主演ジャン＝ピエール・メルヴィル監督のサムライがあるが、奇しくも二作ともギリシア悲劇に通ずる作品であるという共通点があり[12]、ルキノ・ヴィスコンティ監督地獄に堕ちた勇者どもの三島の評と本作の評にも共通項があるのと指摘がある[13]。
- またこの作品で鶴田を助演した若山富三郎も長い不遇の時期を乗り越えて認められ、以後『極道シリーズ』などの一風変わったヤクザ映画のシリーズで主演を務めた。
- この作品の後、山下は藤純子主演、鈴木則文ら脚本『緋牡丹博徒シリーズ』（1968年〜）においても、高度な芸術性を発揮した。笠原は『純子引退記念映画 関東緋桜一家』（1972年）などを経て『仁義なき戦い』へと至り、ヤクザ映画に「実録路線」という新風を吹き込む事となる。鶴田はトップの座こそ高倉健らに譲るが、日本映画界の大スターとして晩年まで映画、ドラマに多数出演した。

## あらすじ
昭和九年、天竜一家の総長荒川が倒れ、後継問題が俄かに浮上した。跡目に押された中井信次郎は外様である事を理由に辞退、兄弟分で服役中の松田鉄男にその位を譲る。しかし荒川と兄弟分の仙波多三郎は承知せず、荒川の娘婿石戸幸平を推挙した。仙波は相続を強行し、石戸が二代目に決定する。その襲名披露大花会を前にして松田が出所、事情を知って激怒した松田は石戸に殴り込みをかけるが果たせず、謹慎させられる。これは全て仙波が天竜一家を乗っ取るために書いた筋書きだった。中井は花会を取り仕切る立場にあり、お互いの真情を知りつつも2人は兄弟の縁を切った。花会の日、石戸は中井から仙波の乗っ取りを知らされ仙波に対立するが、仙波の放った刺客に暗殺される。中井は仙波に、自分と松田が結託して石戸を暗殺したと言い立てられ、松田を斬れと迫られた。松田を斬った中井は仙波に詰め寄る。自分にドスを向ける中井に仙波は「中井ッ……叔父貴分のワシにドスを向ける気かッ!てめェの任侠道はそんなもんだったのか……!」と責め立てるが、中井は静かに言い返した。
「任侠道か……そんなもん俺にはねえ……俺は、ただの、ケチな人殺しなんだ……」

## スタッフ
- 企画： 俊藤浩滋、橋本慶一
- 監督： 山下耕作
- 脚本： 笠原和夫
- 撮影： 山岸長樹
- 録音： 野津裕男
- 照明： 井上孝二
- 美術： 富田次郎
- 編集： 宮本信太郎
- 音楽： 津島利章
- 助監督： 本田達男、大西卓夫、志村正浩
- 制作主任： 並川正夫

## 出演者
- 中井信次郎：鶴田浩二
- 弘江：藤純子
- つや子：桜町弘子
- 石戸幸平：名和宏
- 水谷岩吉：曽根晴美
- 河島義介：佐々木孝丸
- 小林音吉：三上真一郎
- 野口進：沼田曜一
- 荒川政吉：香川良介
- 青木勇作：中村錦司
- 久美：服部三千代
- 北川常次：小田部通麿
- 五井友次郎：原健策
- 小西：小島慶四郎
- 坂上貞蔵：堀正夫
- 竹下清之助：関根永二郎
- 長尾清：大木勝
- 市川佐吉：簑和田良太
- 岩倉宗太郎：国一太郎
- 若衆：河村満和
- アキラ：野口泉
- 俊子：岡田千代
- 芝田利助：那須伸太朗
- 医者：疋田泰盛
- 早川兵吉：平沢彰
- 若衆：西田良
- ジョー：北川俊夫
- 親分：有島淳平
- 実：香川秀人
- 親分：藤川弘、熊谷武
- 松田鉄男：若山富三郎
- 仙波多三郎：金子信雄
- 西尾宇一郎：曽我廼家明蝶
- 以下ノンクレジット
- 健二：鈴木金哉
- 子分：畑中伶一、寺内文夫、森源太郎、藤本秀夫、池田謙治、藤長照夫

## シナリオ
- この作品のシナリオは映画雑誌『シナリオ』1969年7月号に掲載された他、笠原没後に刊行された『笠原和夫　人とシナリオ』に収録されている。

## エピソード
- 撮影後にスタッフを集めて行われた試写で、完成版初見の笠原の映画への印象は「自分の意図が反映されていない」として極めて悪く、祝杯も挙げずに企画室に立て籠もってしまった。スタッフに呼ばれて渋々山下をねぎらったが、後に映画館で再見すると、段々印象が良くなり遂には傑作だと思うようになったという。
- 笠原は後年、深作欣二監督の『仁義なき戦い』第1作の試写でも同じ反応を示し、やはり映画館で見直して傑作だと認識を改めたらしい。
- 鶴田と三島はこの後、個人的にも親交を温めた。週刊プレイボーイの対談では三島が「昭和維新、俺はやるよ」と語ったところ、鶴田は「その時は僕も軍刀を持って駆けつけますよ」と応じていた。しかし三島の自決を知った鶴田は「生きて戦ってこそ男じゃないか」と家族に語り、書棚から三島の書籍を遠ざけた。
- 荒井晴彦は「ラストで鶴田が言う『任侠道か、そんなもん俺にはねえ。俺は、ただの、ケチな人殺しなんだ』は、『仁義なき戦い』に繋がる感覚があると思う」と述べている[7]。

## 同時上映
- 『日本暗黒史 情け無用』

## ネット配信
- 東映シアターオンライン（YouTube）：2024年3月8日21:00 - 同年同月22日20:59（JST）

## 関連書籍
- 笠原和夫『鎧を着ている男たち』徳間書店、1987年。
- 山下耕作、円尾敏郎『将軍と呼ばれた男　映画監督山下耕作』（1999年、ワイズ出版）ISBN 978-4898300022
- 三島由紀夫、平岡威一郎、藤井浩明、山内由紀人『三島由紀夫映画論集成』（1999年、ワイズ出版）ISBN 978-4898300138
- 笠原和夫、荒井晴彦、絓秀実『昭和の劇』（2002年、太田出版）ISBN 978-4872336955
- 笠原和夫『映画はやくざなり』新潮社、2003年。ISBN 978-4104609017。
- 笠原和夫『笠原和夫　人とシナリオ』（2003年、日本シナリオ作家協会）ISBN 978-4915048128
- 山平重樹『任侠映画が青春だった』徳間書店、2004年。ISBN 978-4-19-861797-4。